# Проповідник папського двору
Проповідник папського двору належить до Римської Курії. Ця особа проводить реколекції-медитації Папі та іншим високопоставленим чиновникам Римо-католицької церкви щоп'ятниці під час Великого та Різдвяного постів і є єдиною людиною, якій дозволяється проповідувати Папі. З 1980 цю посаду обіймає отець Ран'єро Канталамеса.

## Історія
Заснована посада папою Павлом IV у 1555, спочатку була непопулярна серед кліриків. Особа мала обов'язок нагадування членам Папської ради про їхні відповідні обов'язки. Раніше, чотири генеральні прокуратори по черзі проповідували по неділях у часи різдвяного та великого постів. Згідно з новою системою, одна особа мала бути призначена з різних релігійних орденів.
У 1753 році Папа Бенедикт XIV листом Inclytum Fratrum Minorum зарезервував посаду виключно для членів ордену братів капуцинів менших. Було зазначено, що ця зміна відбулася через «приклад християнського благочестя та релігійної досконалості, величі доктрини і апостольського завзяття», які продемонстрував орден.

## Список проповідників
- Алонсо Салмерон
- Франциск Толето
- Ансельм Марзатті
- Франциск Кассіні
- Бонавентура Барберіні
- Міхаель Францеш
- Л'юїс Мікара з Фраскаті
- Л'юїс із Тренту
- Ран'єро Канталамеса